# Harald zur Hausen
Pour les articles homonymes, voir Hausen.
Harald zur Hausen, né le 11 mars 1936 à Gelsenkirchen en Allemagne et mort le 29 mai 2023 à Heidelberg,,, est un médecin et virologue allemand. Il reçoit conjointement le prix Nobel de physiologie ou médecine en 2008 pour ses travaux sur les papillomavirus.

## Biographie
En 1972, Harald zur Hausen est nommé professeur du département de Virologie de l'université d'Erlangen-Nuremberg en Bavière et commence ses recherches sur le rôle des papillomavirus humains comme cause de cancer du col de l'utérus. En 1983, il devient le directeur du Centre de recherche allemand sur le cancer, le Krebsforschungszentrum (DKFZ) à Heidelberg.
Il obtient le prix Nobel de médecine en 2008. Le contexte de cette attribution a été soupçonné de « corruption et de fraude » de plusieurs jurés, poussant le juge suédois Niels Erik Schultz à lancer une enquête préliminaire.

## Apports scientifiques
Son principal champ de recherche concerne l'origine du cancer du col de l'utérus, causé par des infections virales. En 1976, suivant les travaux de Nubia Muñoz il émet l'hypothèse que les papillomavirus humains (HPV) jouent un rôle important dans ce type de cancer. En 1984, il commence des recherches sur un vaccin anti-HPV. Son approche scientifique a mené au développement d'un vaccin contre le VPH qui fut mis sur le marché en 2006.

## Prix et distinctions
- 1992 : prix de virologie M. W. Beijerinck
- 1994 : prix Paul-Ehrlich-et-Ludwig-Darmstaedter
- 2005 : prix Prince-Mahidol
- 2008 : prix Gairdner
- 2008 : prix Nobel de physiologie ou médecine, avec Françoise Barré-Sinoussi et Luc Montagnier
- 2009 : grand officier de l'ordre du Mérite de la République fédérale d'Allemagne[6]

## Principales publications
- Papillomaviruses and cancer: from basic studies to clinical application., H. zur Hausen, Nat. Rev. Cancer 2002 May;2(5):342-50.
- Disrupted dichotomous intracellular control of human papillomavirus infection in cancer of the cervix, H. zur Hausen, The Lancet 1994 Apr 16;343(8903):955-7.
- Human papillomavirus infections in women with and without abnormal cervical cytology., de Villiers EM, Wagner D, Schneider A, Wesch H, Miklaw H, Wahrendorf J, Papendick U, zur Hausen H., The Lancet 1987 Sep 26;2(8561):703-6.
- Structure and transcription of human papillomavirus sequences in cervical carcinoma cells., Schwarz E, Freese UK, Gissmann L, Mayer W, Roggenbuck B, Stremlau A, zur Hausen H., Nature 1985 Mar 7-13;314(6006):111-4.